# Gaenima impedita
Gaenima impedita är en skalbaggsart som beskrevs av Thomas Casey 1911. Gaenima impedita ingår i släktet Gaenima och familjen kortvingar. Inga underarter finns listade i Catalogue of Life.